# Microdipoena nyungwe
Microdipoena nyungwe är en spindelart som beskrevs av Léon Baert 1989. Microdipoena nyungwe ingår i släktet Microdipoena och familjen Mysmenidae.
Artens utbredningsområde är Rwanda. Inga underarter finns listade i Catalogue of Life.